# Dansbandsupproret
Dansbandsupproret startade den 23 augusti 2007, då flera svenska dansband anmälde Sveriges Radio till Granskningsnämnden för radio och TV, sedan man ansett att Sveriges Radio P4 spelade för "lite" dansbandsmusik jämfört med bara några år tidigare i förhållande till dansbandens fortsatta popularitet ute i Sverige vad gäller till exempel försäljning, lyssnande och besök av spelningar, och med tanke på att Sveriges Radio säger sig ha till uppgift att ha musikalisk bredd och särskilt om låtar framförda eller skrivna av svenskar. Kritiken riktar sig framför allt mot riksnivå, då musiken spelats mer ofta och gärna på olika lokalradiostationer. Vissa dansband ansåg att det beror på den "töntstämpel" som många dansband fått genom åren, vilket de menar skulle ha gjort dem mindre kommersiellt gångbara jämfört med till exempel det som brukar kallas radiopop .

## Bakgrund
Då Sveriges Radio P4 startade som lokalradio 1987 var meningen att rikta sig till en genomsnittspublik i åldern "+ 37,5". Vid denna tid hade dansbanden många fans i denna ålder. Då kanalen 1993 blev landsomfattande för hela Sverige överfördes Svensktoppen dit, och Svensktoppen kom att domineras av dansbandsmusik fram till regeländringarna den 12 januari 2003. Dansbandsinslag var på den tiden även vanligt på andra håll i Sveriges Radio P4.
I november 1999 meddelade Kjerstin Oscarson, chef för P 4 Riks, att Sveriges Radio P 4 måste försöka attrahera även yngre lyssnare, bland annat genom att minska dansbandsmusiken i kanalen, göra Svensktoppen "popigare", och sända mer musik i Radiosporten, vilket skulle gälla från den 1 januari år 2000. På den tiden var det mycket större skillnad mellan Sveriges Radio P 3, som riktade sig till en yngre publik, och Sveriges Radio P 4, som riktade sig till en äldre publik . Denna skillnad har i början av 2000-talet minskat.
Även på andra håll i radio och TV hade dansbanden i början av 2000-talet fått allt mindre chanser att visa upp sig, då till exempel flera av caféprogrammen i Sveriges Television lagts ner och det tidigare starkt dansbandsdominerade Bingolotto övergått till mer varierat musikutbud.
Detta hade lett till tuffare tider för dansbanden, och allt fler dansband lades ner. Framgångarna hos dessa dansband hade varierat. Allt färre dansband fick en hit, då låtarna allt mindre spelades i radio.

## Debatt
Den 2 september 2007 debatterades dansbandupproret i P4 Premiär. Samtidigt presenterades en färsk mätning från Sifo som visade att 76 % av de tillfrågade sade sig inte vara intresserade av dansbandsmusik och dansbandskultur .
Några dagar senare presenterades statistik som Ulf Georgsson i dansbandet Bhonus tagit fram med hjälp av STIM (Svenska tonsättares internationella musikbyrå). Dessa uppgifter togs dock inte upp i debatten i "P4 Premiär", då programmakarna ville fokusera på Sifo-mätningen, som presenterades i sändningen. Statistiken gällde för den slumpvis utvalada månaden oktober 2006, där Ulf Georgsson undersökt antalet spelade dansbandslåtar i P4 Riks samt i de slumpmässigt utvalda lokala P4-kanalerna P4 Göteborg, P4 Örebro och P4 Västerbotten. Varje spelad dansbandslåt bokfördes utifrån vissa kriterier. Till exempel räknades inte låtar av Sven-Ingvars, som inte längre ansågs vara ett dansband, liksom de låtar som spelats i något av P4:s specialprogram med dansbandsinriktning, som "Kalas" och "Får jag lov?". Listan innehöll totalt 17 121 låtar, och av dessa räknades totalt 25 som dansbandslåtar . Däremot räknades Kikki Danielsson och Christer Sjögren som soloartister in .
Den 4 september 2007 intervjuades Ulf Georgsson i radio i både Sverige och Norge, och dagen därpå diskuterade dansbandet Sannex upproret i P4 Uppland.
Den 5 september 2007 meddelades att Granskningsnämnden för radio och TV inte tar upp fallet med motiveringen att varken Sveriges Radios sändningar, tillstånd eller radio- och TV-lagen innehåller några specifika krav på programutbudet vad gäller olika musikgenrer .
2008 startades Dansbandskampen i Sveriges Television.